# فینال‌های ان‌بی‌ای ۱۹۵۷
سری فینال‌های قهرمانی جهان ان‌بی‌ای ۱۹۵۷ دور قهرمانی فصل ۵۷–۱۹۵۶ اتحادیهٔ ملی بسکتبال (ان‌بی‌ای) بود. بوستون سلتیکس با قهرمانی در بخش شرق و سنت لوئیس هاوکس با قهرمانی در بخش غرب به این رقابت رسیدند و در سری بهترین از هفت به مصاف هم رفتند. این دو تیم برای نخستین بار از زمان حضورشان در ان‌بی‌ای که سال ۱۹۵۱ بود، به این رقابت رسیده بودند. سلتیکس سری را در هفت بازی با نتیجهٔ ۴–۳ برد و قهرمان شد. بازی هفتم به وقت اضافهٔ دوم کشیده شد و این تنها بازی هفتم در تاریخ سری فینال‌های ان‌بی‌ای است که به وقت اضافهٔ دوم کشیده شده‌است.

## خلاصه سری
| بازی   | تاریخ    | تیم میزبان      | نتیجه                       | تیم مهمان       |
| ------ | -------- | --------------- | --------------------------- | --------------- |
| بازی ۱ | ۳۰ مارس  | بوستون سلتیکس   | ۱۲۳–۱۲۵ (وقت اضافه ۲) (۰–۱) | سنت لوئیس هاوکس |
| بازی ۲ | ۳۱ مارس  | بوستون سلتیکس   | ۱۱۹–۹۹ (۱–۱)                | سنت لوئیس هاوکس |
| بازی ۳ | ۶ آوریل  | سنت لوئیس هاوکس | ۱۰۰–۹۸ (۲–۱)                | بوستون سلتیکس   |
| بازی ۴ | ۷ آوریل  | سنت لوئیس هاوکس | ۱۱۸–۱۲۳ (۲–۲)               | بوستون سلتیکس   |
| بازی ۵ | ۹ آوریل  | بوستون سلتیکس   | ۱۲۴–۱۰۹ (۳–۲)               | سنت لوئیس هاوکس |
| بازی ۶ | ۱۱ آوریل | سنت لوئیس هاوکس | ۹۶–۹۴ (۳–۳)                 | بوستون سلتیکس   |
| بازی ۷ | ۱۳ آوریل | بوستون سلتیکس   | ۱۲۵–۱۲۳ (وقت اضافه ۲) (۴–۳) | سنت لوئیس هاوکس |

سلتیکس برندهٔ سری ۴–۳

## رکورد
بیل راسل، سنتر تیم سلتیکس، یک رکورد برای بازیکنان تازه‌کار در تک بازی‌های فینال‌های ان‌بی‌ای با کسب ۳۲ امتیاز در بازی هفتم سری ثبت کرد، و یک رکورد برای بازیکنان سال اولی و تازه‌کار در فینال NBA با ثبت عملکرد ۲۲٬۹ ریباند در هر بازی در کل این سری به ثبت رساند.